# Blaq Death
Albums de Blaq Poet
E.B.K. (EveryBodyKilla)
(2012) The Most Dangerous
(2016)
Blaq Death est le sixième album studio de Blaq Poet, sorti le 26 novembre 2013.

## Liste des titres
| No  | Titre                                                             | Contient un (des) sample(s) de     | Durée |
| --- | ----------------------------------------------------------------- | ---------------------------------- | ----- |
| 1.  | Intro                                                             |                                    | 2:18  |
| 2.  | Looking for Trouble (featuring Vinnie Paz, Spit Gemz et Chino XL) |                                    | 4:20  |
| 3.  | Drunk and High                                                    |                                    | 2:45  |
| 4.  | Interlude                                                         |                                    | 0:40  |
| 5.  | Mean and Dirty (featuring Tragedy Khadafi et Celph Titled)        |                                    | 2:35  |
| 6.  | Real Nigga Coming Through                                         |                                    | 2:50  |
| 7.  | Four Time Felons (featuring Spit Gemz et Lateb)                   |                                    | 4:05  |
| 8.  | Don Omar (featuring Spit Gemz et Snak the Ripper)                 |                                    | 2:50  |
| 9.  | Jack Move (featuring Blacastan)                                   |                                    | 2:27  |
| 10. | All Blaq Everything (featuring Roc Marciano)                      | Busy Aggregation de Johnny Pearson | 4:08  |
| 11. | Blaq Kruger                                                       |                                    | 3:18  |
| 12. | Who Can You Trust                                                 |                                    | 2:09  |
| 13. | Voices, Pt. 2                                                     |                                    | 1:24  |
| 14. | Outro                                                             |                                    | 0:48  |